# María Luisa Centurión y Velasco
María Luisa Centurión y Velasco (ca. 1731 – Madrid, 22 de gener de 1799) va ser una noble espanyola, VIII marquesa d'Estepa, entre d'altres títols nobiliaris.
Va néixer vers 1731, segons l'edat en el moment de la defunció. Era filla del marquès d'Estepa, Manuel Centurión y Arias-Dávila, i de María Leonor de Velasco-Ayala y Fernández de Córdoba, filla dels comtes de Fuensalida. Es va casar el 21 de febrer de 1750 amb el seu oncle Felipe López Pacheco, marquès de Villena i de Bedmar.
Va ser Dama Noble de l'Orde de la Reina Maria Lluïsa. El 1785, a la mort sense descendència del seu germà Juan, va accedir a la titularitat del marquesat d'Estepa i dels comtats de Puñonrostro, Elda i Anna. Heretà també altres títols com els comtats de Casa-Palma, de Las Posadas i de Fuensalida, dels seus avis materns, i els marquesats de Noguera i Casasola. A banda dels seus estats propis, estigué ocupada també en el govern dels pertanyents al seu marit, ocupat habitualment en afers militars o de palau.
El 1798, un any abans de la seva mort, ja vídua, va fundar el convent de Salesas Nuevas de Madrid, sobre unes cases de la seva propietat que havia comprat el 1784 al duc d'Abrantes, i llegà a la institució en herència els béns lliures del seu majorat.
Va morir a Madrid amb 68 anys, el 22 de gener de 1799, sense descendència. A causa d'això, els títols i estats van recaure, segons l'origen familiar, en diferents titulars amb drets legítims, com és el cas dels comtats d'Elda i Anna, que van anar a mans de Laura de Castellví i Mercader, comtessa de Cervelló, després de ser reconeguda per Centurión a la fi d'un judici el 1787, o els béns de la casa d'Estepa, que es van integrar a la casa de Palafox.